# Ханс Георг фон Бодман
Ханс Георг фон Бодман (на немски: Hans Georg von Bodman; † 8 февруари 1533) е благородник от древния швабски род Бодман на Боденското езеро.
Той е четвъртият син (шестото от седем деца) на рицар Ханс фон Бодман († 27 март 1522) и първата му съпруга Анна фон Клозен († 31 март 1518). Баща му се жени втори път пр. 27 май 1519 г. за Аполония фон Хюрнхайм († 1529/1531).

## Фамилия
Ханс Георг фон Бодман се жени за Вероника фон Хюрнхайм. Бракът е бездетен.
Ханс Георг фон Бодман се жени втори път на 19 април 1518 г. за Анна фон Фалкенщайн († 14 декември 1558), дъщеря на фрайхер Зигмунд фон Фалкенщайн († 1533) и Вероника фон Емс († 1533/1554). Те имат един син:
- Ханс Волф фон и цу Бодман († 20 юни 1561), женен за Кунигунда фон Нипенбург; има два сина

Анна фон Фалкенщайн се омъжва втори път пр. 12 декември 1541 г. за фрайхер Ханс Лудвиг фон Щауфен († сл. 1541) и ражда шест деца.